# Ottorino Sartor
Ottorino Sartor (18 de setembro de 1945 – 2 de junho de 2021) foi um futebolista peruano que atuou como goleiro. Atuou como goleiro titular na Copa do Mundo FIFA de 1978, na qual a seleção de seu país terminou na oitava colocação. Também jogou a Copa América de 1975 pela equipe nacional, com a qual conquistou o título da competição.
Na sua carreira por clubes, jogou somente no futebol peruano com destaque para sua longa passagem no Club Defensor Arica e Coronel Bolognesi.
Sartor morreu em 2 de junho de 2021, aos 75 anos.